# Nick Checco
Nick Checco (né le 18 novembre 1974 à Bloomington, Minnesota aux États-Unis) est un joueur professionnel américain de hockey sur glace.

## Carrière de joueur
Joueur américain ayant été repêché par les Nordiques de Québec lors du repêchage de 1993 alors qu'il évoluait toujours pour le club de son école secondaire. Il s'aligna par la suite avec les Golden Gophers de l'Université du Minnesota durant quatre saisons.
Il s'aligna par la suite pour divers clubs mineurs en Amérique du Nord jusqu'en 2002.

## Statistiques
| Saison    | Équipe                                      | Ligue |    | Saison régulière | Saison régulière | Saison régulière | Saison régulière | Saison régulière |   | Séries éliminatoires | Séries éliminatoires | Séries éliminatoires | Séries éliminatoires | Séries éliminatoires |
| Saison    | Équipe                                      | Ligue | PJ | B                | A                | Pts              | Pun              | PJ               | B | A                    | Pts                  | Pun                  |                      |                      |
| 1993-1994 | Golden Gophers de l'Université du Minnesota | NCAA  | 41 | 7                | 5                | 12               | 28               | -                | - | -                    | -                    | -                    |                      |                      |
| 1994-1995 | Golden Gophers de l'Université du Minnesota | NCAA  | 43 | 14               | 11               | 25               | 46               | -                | - | -                    | -                    | -                    |                      |                      |
| 1995-1996 | Golden Gophers de l'Université du Minnesota | NCAA  | 41 | 8                | 11               | 19               | 34               | -                | - | -                    | -                    | -                    |                      |                      |
| 1996-1997 | Golden Gophers de l'Université du Minnesota | NCAA  | 41 | 5                | 9                | 14               | 28               | -                | - | -                    | -                    | -                    |                      |                      |
| 1997-1998 | Chill de Columbus                           | ECHL  | 58 | 19               | 20               | 39               | 36               | -                | - | -                    | -                    | -                    |                      |                      |
| 1997-1998 | Mighty Ducks de Cincinnati                  | LAH   | 12 | 0                | 0                | 0                | 2                | -                | - | -                    | -                    | -                    |                      |                      |
| 1998-1999 | Everblades de la Floride                    | ECHL  | 61 | 11               | 14               | 25               | 31               | 6                | 2 | 2                    | 4                    | 2                    |                      |                      |
| 1999-2000 | Ice Pilots de Pensacola                     | ECHL  | 57 | 15               | 21               | 36               | 23               | 3                | 0 | 0                    | 0                    | 0                    |                      |                      |
| 2000-2001 | IceHogs de Rockford                         | UHL   | 63 | 23               | 36               | 59               | 33               | -                | - | -                    | -                    | -                    |                      |                      |
| 2001-2002 | IceHogs de Rockford                         | UHL   | 41 | 12               | 10               | 22               | 30               | -                | - | -                    | -                    | -                    |                      |                      |